# Terramación
La terramación o también llamado reducción orgánica natural o compostaje humano es un proceso funerario en el cual un cuerpo humano es convertido en enmienda agrícola mediante la acción natural de microbios y otros microorganismos en los compuestos orgánicos con el fin de formar parte de un tipo de humus. Este neologismo se entiende también como una técnica de compostaje en su procedimiento, aplicable en la descomposición de seres vivos una vez ocurrida su muerte para que el cuerpo se convierta en parte integral de un abono orgánico para un jardín, bosque o parque.

Jurisdicciones en los Estados Unidos que han legalizado el compostaje humano

## Características
Esta práctica ha encontrado adherentes dentro del activismo ecologista, quienes sostienen que un entierro con el rito funerario tradicional contemporáneo es contaminante para la gestión del suelo, tanto por el cadáver en sí como también los materiales utilizados durante el proceso fúnebre, como el féretro y las tumbas. 
De acuerdo a un reporte de la Agence France-Presse (AFP) de 2022, una empresa funeraria estadounidense comenzó a ofrecer el servicio de terramación a sus clientes, siendo publicado un sepelio de uno de sus clientes. Como parte del rito funerario, los deudos de Andrew Armstrong, un paciente fallecido por cáncer a la edad de 36 años, depositaron flores por sobre un contenedor hermético en donde los restos mortales de Andrew comenzaron el proceso de compostaje humano junto a otros restos de origen vegetal. Luego de un tratamiento de 60 días del cuerpo del fallecido, le fue ofrecido a sus deudos si deseaban parte de los restos, tal como se realiza con la cremación, para luego depositar toda la materia orgánica biodegradada en un parque de la localidad de Kent, próxima a la ciudad de Seattle.

## Legislación
La legalidad de una terramación dependerá, principalmente, de las disposiciones legales vigentes de un territorio en relación con permitir un entierro sin un féretro de material sólido o con una caja mortuoria de material biodegradable. 
Con el fin de evitar vacíos legales, en algunas jurisdicciones ya se está comenzando a legislar con respecto a este tipo de proceso funerario en específico. En los Estados Unidos, el estado de Washington fue el primero en aprobar el compostaje humano en mayo de 2019, entrando en vigencia a partir del 1 de mayo de 2020.

## Crítica
Desde diferentes sectores se han realizado críticas e intensos debates éticos con respecto a la realización de este procedimiento, argumentando que no se le está dando el debido respeto y trato a una persona fallecida. Bajo un punto de vista religioso, la Iglesia católica en Estados Unidos ha sido enfática en mantener una oposición a la realización de este tipo de entierros en los estados donde se han dispuesto a regularlos, argumentando que atenta contra la dignidad humana la utilización de un cadáver como fertilizante o abono. Por otra parte, la Iglesia de Inglaterra declaró en febrero de 2023 estar considerando alternativas más ecológicas a los funerales actuales, por lo que la aprobación de las terramaciones no se encontraba descartada del todo y se encontraba siendo estudiada con base teológica por el sínodo de ese año.